# Tramea
Die Gattung Tramea ist eine der neun Libellen-Gattungen der Unterfamilie Pantalinae. Eingerichtet wurde die Gattung 1861 durch Hagen.

## Merkmale
Die Gattung Tramea steht der Gattung Pantala sehr nahe. Tramea unterscheidet sich von Pantala außer in der schlankeren Gestalt und dem allgemeinen Habitus durch eine kürzere Augennaht, die Bildung der männlichen Genitalien, einer ungespaltenen Lamina anterior, einem messerförmigen Hamulus, die große gespaltene Eiklappe der Weibchen sowie eine einfache Quernaht auf dem dritten und vierten Thoraxring.

## Verhalten
Die Vertreter der Gattung Tramea weisen einen stetigen hohen Flug auf und kommen selten unter zwei Meter Flughöhe. Wenn sie über Wasser fliegen sind die Männchen sehr aggressiv gegenüber anderen Libellen, unabhängig von deren Art. Dies liegt vor allem daran, dass die Tiere vornehmlich zur Paarung an Wasserstellen kommen. Die Paarung kann dabei sehr lange andauern. Zur Eiablage fliegt das Weibchen dann aber dennoch allein. Bei der Landung streben sie eine horizontale Ausrichtung und Orte an von denen sie eine gute Sicht haben an. Dabei gesellen sie sich auch oft zu Vertretern der Wanderlibelle.

## Systematik
Der Gattung Tramea gehören 24 Arten an. Zehn davon sind in der Neotropis vertreten:

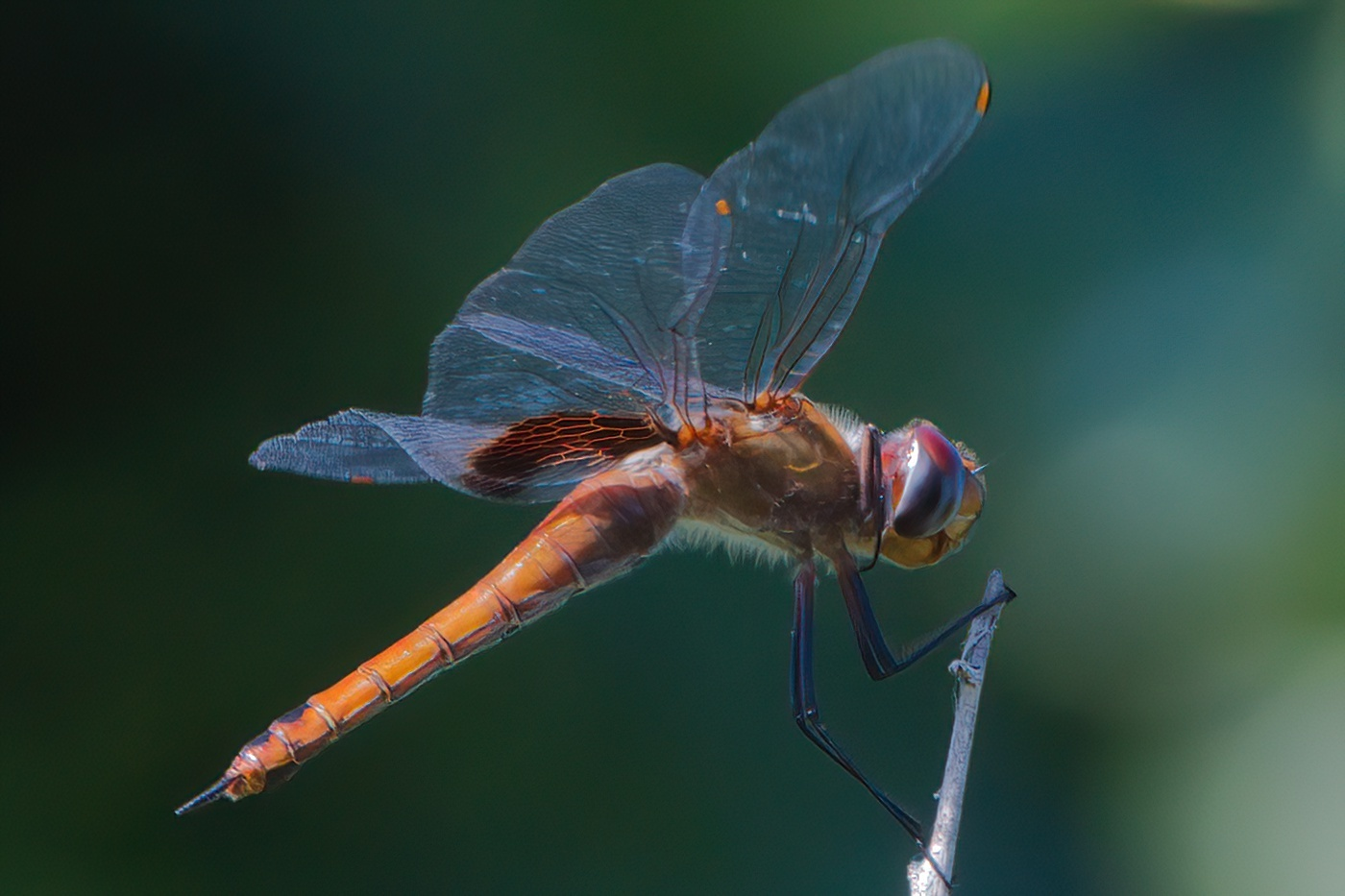
Tramea abdominalis
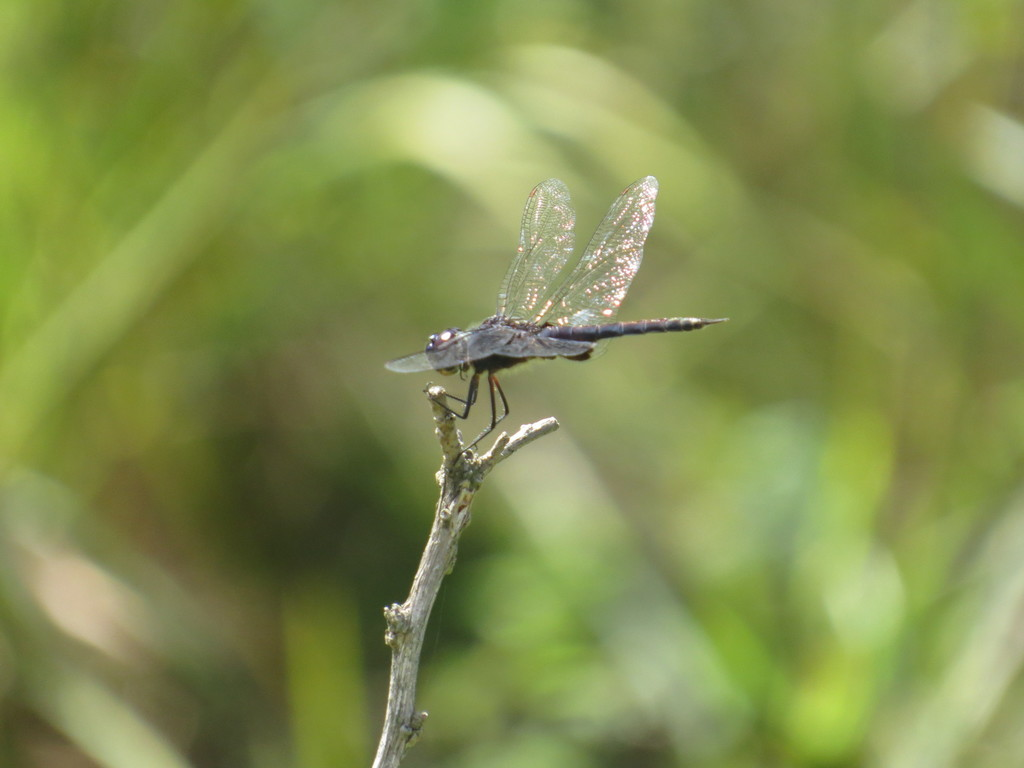
Tramea aquila
- Tramea basalis
- Tramea basilaris
- Tramea binotata
- Tramea calverti
- Tramea carolina
- Tramea continentalis
- Tramea cophysa
- Tramea eurybia
- Tramea insularis
- Tramea lacerata
- Tramea liberata
- Tramea limbata
- Tramea loewii
- Tramea madagascariensis
- Tramea minuta
- Tramea onusta
- Tramea phaeoneura
- Tramea rosenbergi
- Tramea rustica
- Tramea stenoloba
- Tramea transmarina
- Tramea virginia

- Tramea abdominalis
- Tramea binotata